# Boulou (affluent de la Dronne)
Pour les articles homonymes, voir Boulou.
Pour l’article ayant un titre homophone, voir Bulu (homonymie).
Le Boulou est un ruisseau français du département de la Dordogne, affluent de la Dronne et sous-affluent de la Dordogne par l'Isle.

## Géographie
Le Boulou prend sa source vers 195 mètres d'altitude dans le nord du département de la Dordogne sur la commune de Sceau-Saint-Angel, une centaine de mètres au sud de l'église Saint-Michel de Saint-Angel.
Il passe sous la route départementale  (RD) 675 puis à l'ouest des bourgs de La Chapelle-Montmoreau et de Saint-Crépin-de-Richemont. Il est franchi par la RD 939 et à partir du lieu-dit le Moulin de la Forge, il entre sur environ huit kilomètres dans des gorges resserrées hautes de 30 à 60 mètres, recevant à droite son affluent le Jallieu puis à gauche le Belaygue. Peu après, sur la commune de Paussac-et-Saint-Vivien, sur quatre kilomètres, la vallée s'élargit puis se resserre à nouveau dans des gorges longues de deux kilomètres à partir du lieu-dit la Forge du Boulou, utilisé comme site d'escalade.
Il passe sous la RD 106 et, 200 mètres plus loin rejoint la Dronne en rive droite, en limite des communes de Bourdeilles et de Creyssac, vers 86 mètres d'altitude, au niveau du lieu-dit le Moulin de Fontas.
Il sert de limite naturelle aux communes qu'il borde sur environ cinq kilomètres en quatre tronçons disjoints. De direction générale nord-est vers sud-ouest, le Boulou est long de 23,94 km.

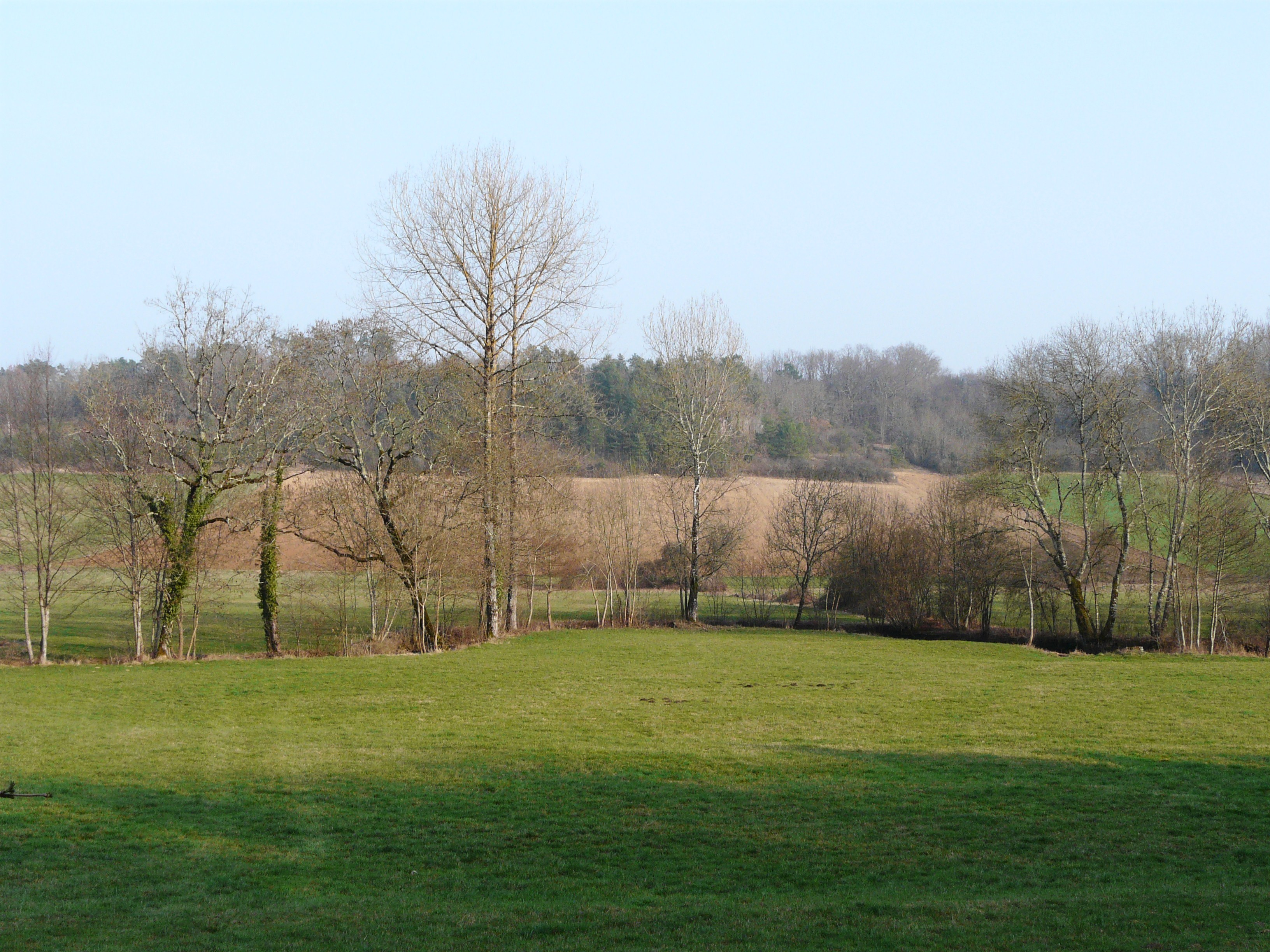
Le vallon du Boulou à l'est du lieu-dit les Farges, à Paussac-et-Saint-Vivien.
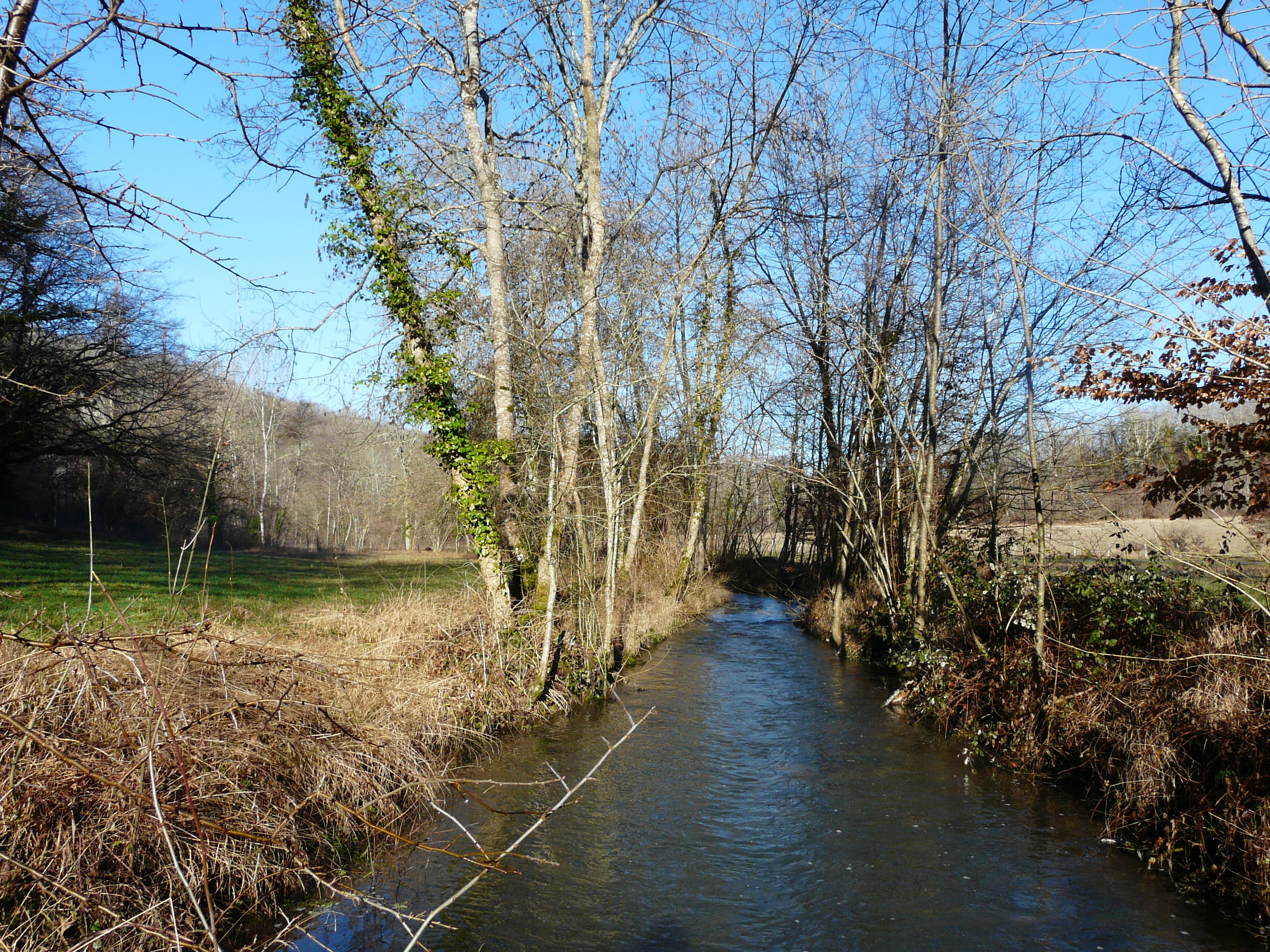
Le Boulou sert de limite entre La Gonterie-Boulouneix et Paussac-et-Saint-Vivien.
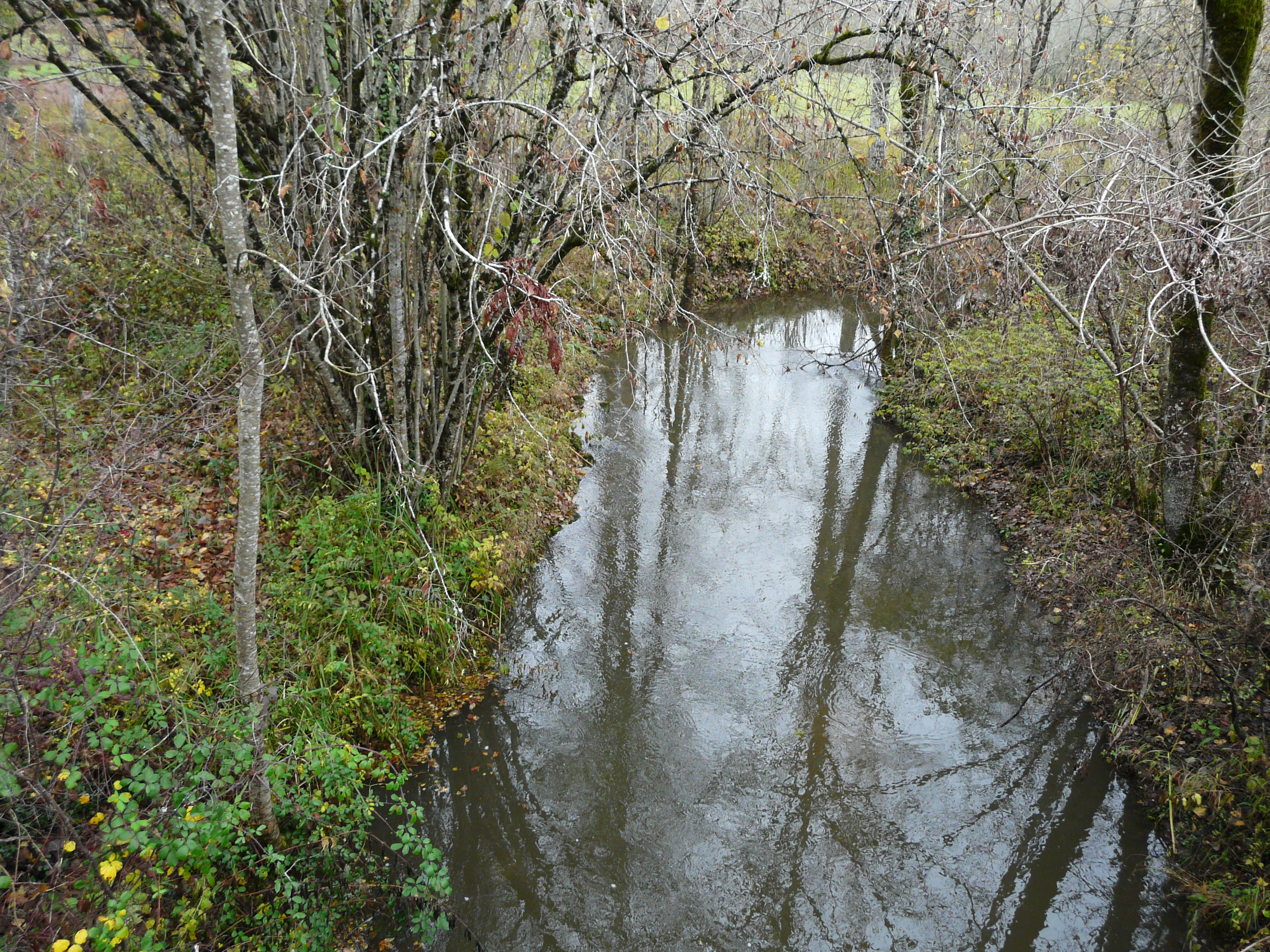
Le Boulou sert de limite entre Paussac-et-Saint-Vivien et Saint-Julien-de-Bourdeilles.
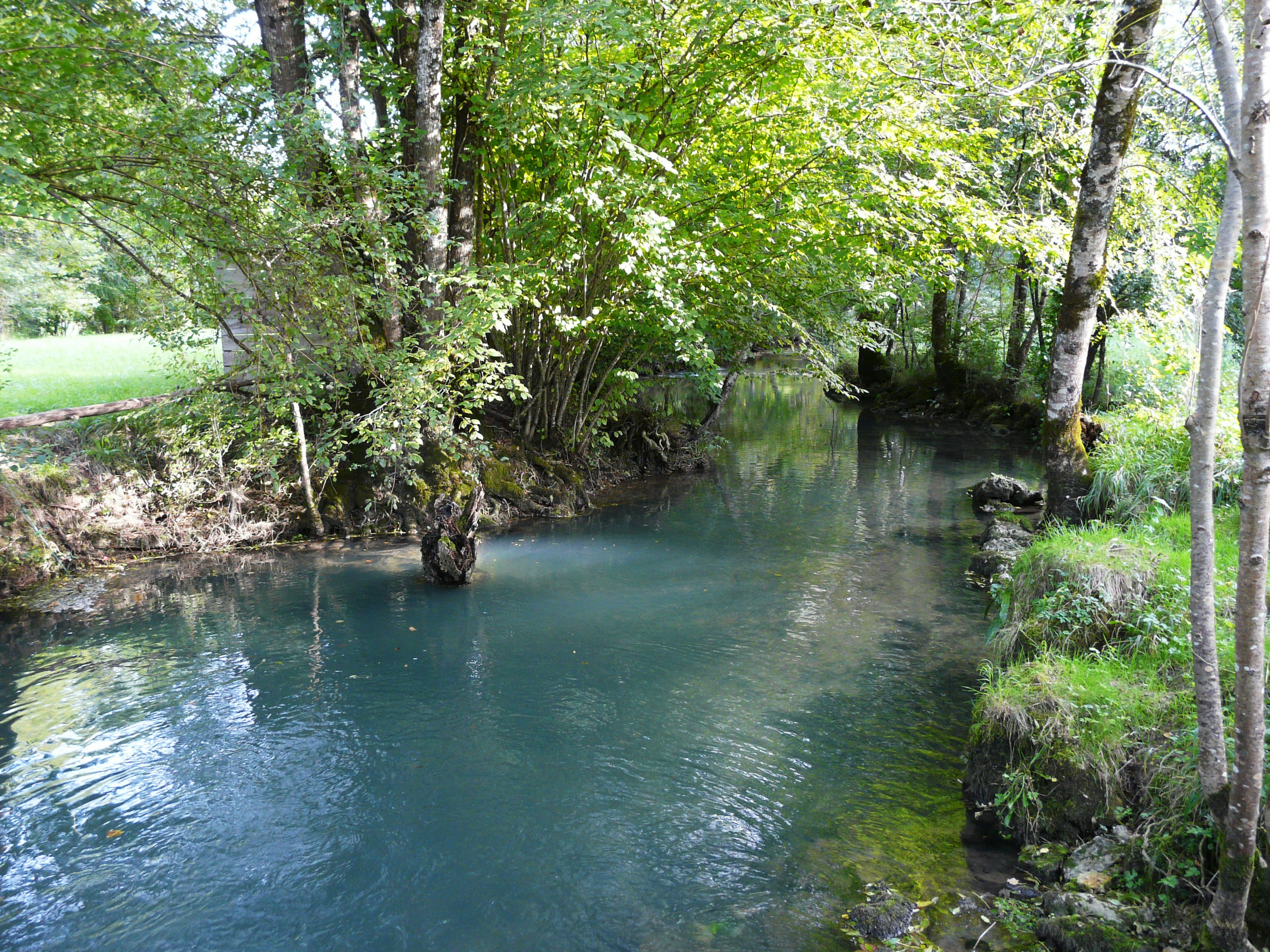
Le Boulou en limites de Bourdeilles et Creyssac, près du Moulin de Fontas.

## Hydronymie
Le nom du ruisseau vient de °bol-, d'origine pré-celtique, tout comme pour le ruisseau de Boulou, un affluent corrézien de la Vézère.
La première mention écrite connue de ce cours d'eau remonte à l'an 1400 sous la forme Bolo.
En occitan, le cours d'eau se nomme le Bolon, à l'origine du lieu-dit Boulouneix, sur l'ancienne commune de La Gonterie-Boulouneix.

### Communes et département traversés
À l'intérieur du département de la Dordogne, le Boulou arrose huit communes, soit d'amont vers l'aval : Sceau-Saint-Angel (source), La Chapelle-Montmoreau, Brantôme en Périgord (territoires des anciennes communes de Saint-Crépin-de-Richemont, La Gonterie-Boulouneix et Saint-Julien-de-Bourdeilles), Saint-Félix-de-Bourdeilles, Mareuil en Périgord (ancienne commune de Léguillac-de-Cercles), Paussac-et-Saint-Vivien, Bourdeilles (confluence avec la Dronne) et Creyssac (confluence avec la Dronne).

### Affluents et nombre de Strahler
Parmi les quatre affluents répertoriés par le Sandre, les deux principaux sont le Jallieu long de 3,74 km, en rive droite et le Belaygue (appelé « Pré Pinson » dans sa partie amont), un ruisseau long de 9,47 km, en rive gauche.
Ces deux cours d'eau ayant eux-mêmes chacun un affluent, le nombre de Strahler du Boulou est donc de trois.

### Bassin versant
Le bassin versant du Boulou s'étend sur 91 km2.
Il est constitué d'une zone hydrographique : « Le Boulou », et en tangente deux autres à sa confluence avec la Dronne : « La Dronne du confluent de la Côle au confluent du Boulou » et « La Dronne du confluent du Boulou au confluent de l'Euche) » au sein du bassin DCE beaucoup plus étendu « La Garonne, l'Adour, la Dordogne, la Charente et les cours d'eau côtiers charentais et aquitains ».
Outre les huit communes irriguées par le Boulou, son bassin concerne également le territoire de l'ancienne commune de Cantillac (intégrée à la commune nouvelle de Brantôme en Périgord), où le Pré Pinson prend sa source.

## Hydrologie

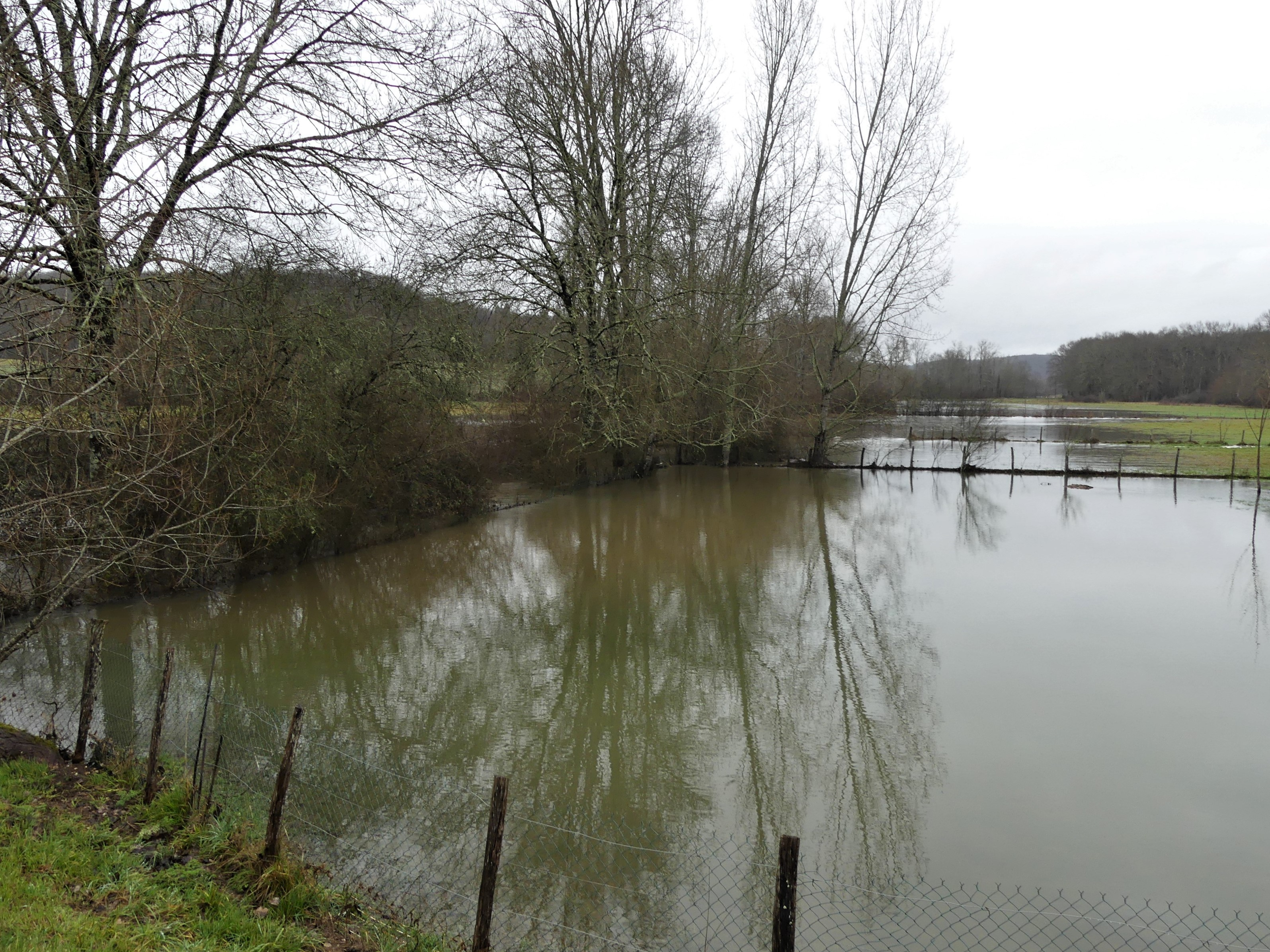
Le Boulou en crue au niveau de la RD 939, en février 2021.

Le module du Boulou est d'environ 0,9 m3/s.
En période de basses eaux, le débit moyen mensuel peut descendre jusqu'à 50 litres par seconde.

### Risque inondation
Un plan de prévention du risque inondation (PPRI) a été approuvé en 2014 pour les communes riveraines de la Dronne depuis Saint-Pardoux-la-Rivière jusqu'à Ribérac, ayant un impact sur ses rives ainsi que la partie aval de son affluent le Boulou sur ses 450 derniers mètres.

## Environnement
Plusieurs zones sont protégées à divers titres le long du cours du Boulou.

### Parc naturel
Depuis sa source jusqu'à sa confluence avec le Jallieu sur la commune de Saint-Félix-de-Bourdeilles, le Boulou est compris dans le parc naturel régional Périgord-Limousin.

### ZNIEFF
Trois zones naturelles d'intérêt écologique, faunistique et floristique (ZNIEFF) concernent le bassin versant du Boulou.
Depuis sa source jusqu'au niveau du château de la Barde, le Boulou, sa vallée, ses coteaux et la partie aval de ses affluents forment une ZNIEFF de type I « Réseau hydrographique et coteaux du Boulou amont »,.
Vingt-deux espèces déterminantes y sont répertoriées :
- quinze espèces d'insectes : l'Agrion de Mercure (Coenagrion mercuriale), l'Azuré de la faucille (Cupido alcetas), l'Azuré du serpolet (Phengaris arion), le Cordulégastre annelé (Cordulegaster boltonii), le Cuivré des marais (Lycaena dispar), le Damier de la succise (Euphydryas aurinia), le Fourmilion commun (Myrmeleon formicarius), le Gomphe vulgaire (Gomphus vulgatissimus), le Lepture erratique (Judolia erratica (en)), la Milésie faux-frelon (Milesia crabroniformis), le Miroir (Heteropterus morpheus), Musaria rubropunctata, l'Onychogomphe à crochets (Onychogomphus uncatus), le Petit mars changeant (Apatura ilia) et le Sphinx de l'épilobe (Proserpinus proserpina) ;
- cinq amphibiens : l'Alyte accoucheur (Alytes obstetricans), la Grenouille rousse (Rana temporaria), le Pélodyte ponctué (Pelodytes punctatus), la Rainette verte (Hyla arborea), le Sonneur à ventre jaune (Bombina variegata) et le Triton marbré (Triturus marmoratus) ;
- un crustacé, l'Écrevisse à pattes blanches (Austropotamobius pallipes) ;
- un reptile, l'Orvet (Anguis fragilis).

De très nombreuses autres espèces animales ou végétales y ont été recensées : six amphibiens, six reptiles, 79 oiseaux, 233 insectes, et dix espèces de plantes.
En aval du bourg de Saint-Crépin-de-Richemont et presque jusqu'à sa confluence avec la Dronne, le cours du Boulou et d'une partie de ses affluents, leurs vallées et leurs coteaux forment une autre ZNIEFF de type I « Réseau hydrographique et coteaux du Boulou aval », présentant également une importante variété faunistique,.
De nombreuses espèces s'y trouvent, parmi lesquelles plusieurs sont déterminantes :
- dix insectes : l'Agrion de Mercure (Coenagrion mercuriale), l'Azuré de la faucille (Cupido alcetas), l'Azuré du serpolet (Phengaris arion), le Cordulégastre annelé (Cordulegaster boltonii), le Cuivré des marais (Lycaena dispar), le Damier de la succise (Euphydryas aurinia), le Gomphe vulgaire (Gomphus vulgatissimus), le Lepture erratique Judolia erratica (en), l'Onychogomphe à crochets (Onychogomphus uncatus) et le Petit mars changeant (Apatura ilia) ;
- sept mammifères : la Genette commune (Genetta genetta), la Loutre d'Europe (Lutra lutra), le Vison d'Europe (Mustela lutreola), ainsi que quatre espèces de chauves-souris : Grand rhinolophe (Rhinolophus ferrumequinum), Noctule commune (Nyctalus noctula), Petit rhinolophe (Rhinolophus hipposideros) et Vespertilion de Bechstein (Myotis bechsteinii) ;
- sept oiseaux : le Cincle plongeur (Cinclus cinclus), le Faucon pèlerin (Falco peregrinus), le Hibou moyen-duc (Asio otus), le Moineau soulcie (Petronia petronia), le Pic mar (Dendrocopos medius), le Pic noir (Dryocopus martius) et le Pigeon colombin (Columba oenas).
- les mêmes cinq amphibiens que dans la ZNIEFF amont : l'Alyte accoucheur (Alytes obstetricans), la Grenouille rousse (Rana temporaria), le Pélodyte ponctué (Pelodytes punctatus), la Rainette verte (Hyla arborea), le Sonneur à ventre jaune (Bombina variegata) et le Triton marbré (Triturus marmoratus) ;
- une tortue, la Cistude (Emys orbicularis).

Deux plantes rares :  la Colchique d'automne (Colchicum autumnale) et la Fritillaire pintade (Fritillaria meleagris), y sont également présentes.
Là aussi, les autres espèces recensées sont multiples : cinq amphibiens, cinq reptiles, onze mammifères, 69 oiseaux, 307 insectes ainsi que 40 plantes.
Les deux ZNIEFF précitées font partie d'une ZNIEFF de type II plus vaste « Vallée et coteaux du Boulou », étendue à la quasi-totalité du cours du Boulou, depuis sa source jusqu'à la route départementale 106, 200 mètres avant sa confluence avec la Dronne,.
Outre les espèces mentionnées dans les deux ZNIEFF de type I, une autre espèce déterminante de plante y est décrite, la Droséra à feuilles rondes (Drosera rotundifolia).
La vallée du Boulou représente « un intérêt national » par la « richesse exceptionnelle » en espèces d'insectes — notamment en Odonates — répertoriées dans ces trois ZNIEFF.

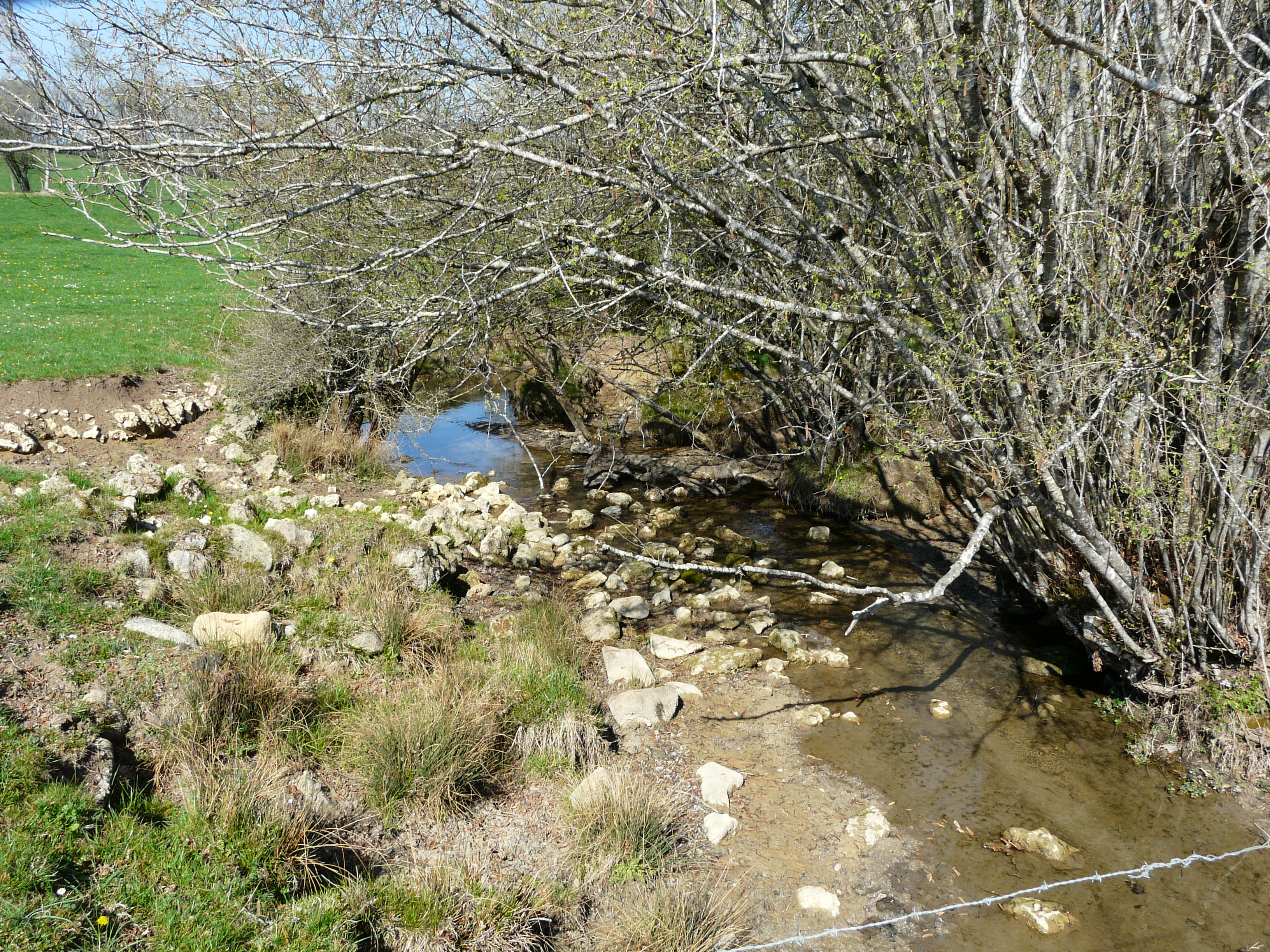
Le Boulou près du lieu-dit les Brageaux à Saint-Crépin-de-Richemont, ZNIEFF du Boulou amont.
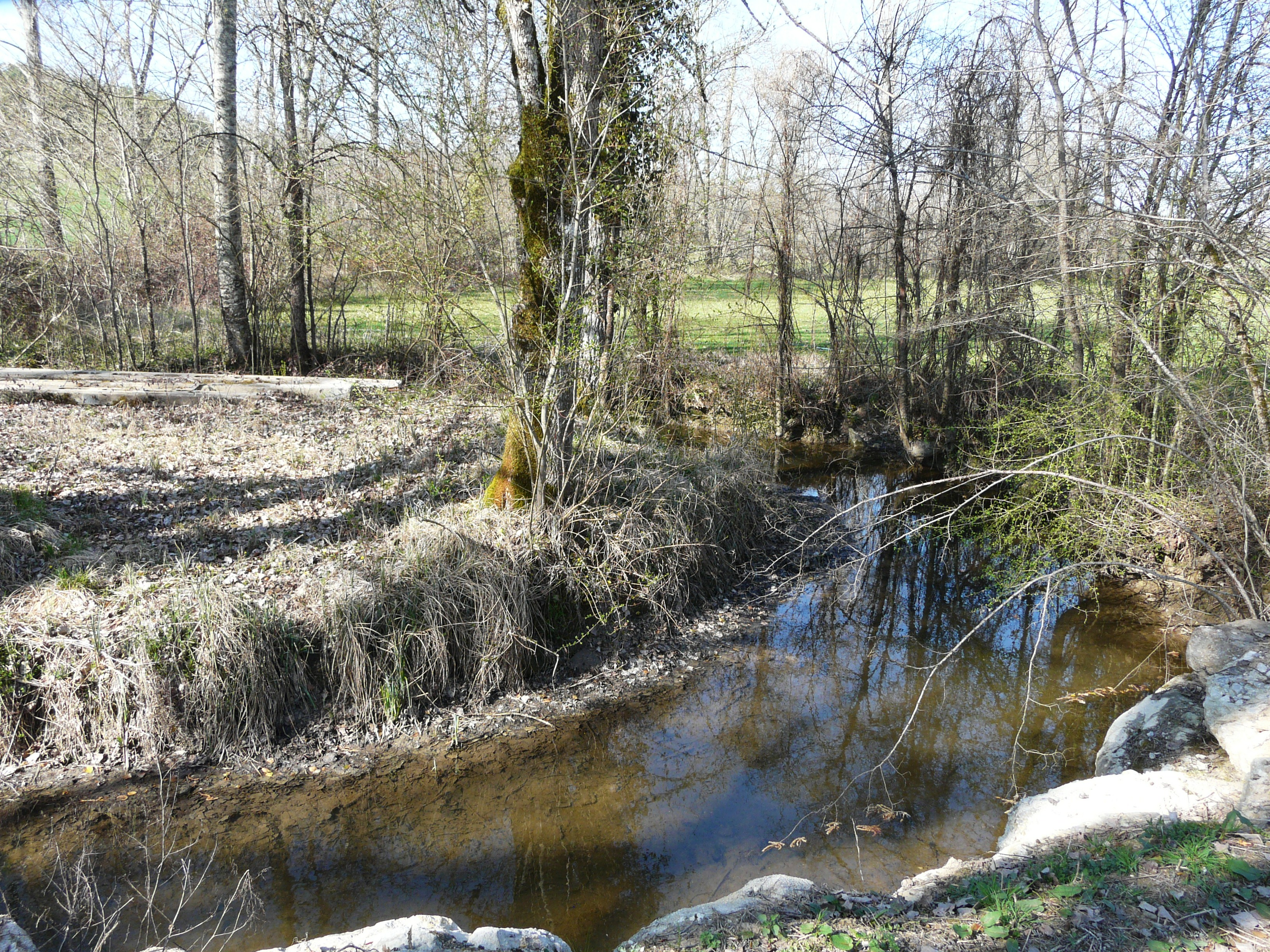
Le Boulou près du lieu-dit le Meyrat à Saint-Crépin-de-Richemont, ZNIEFF du Boulou aval.
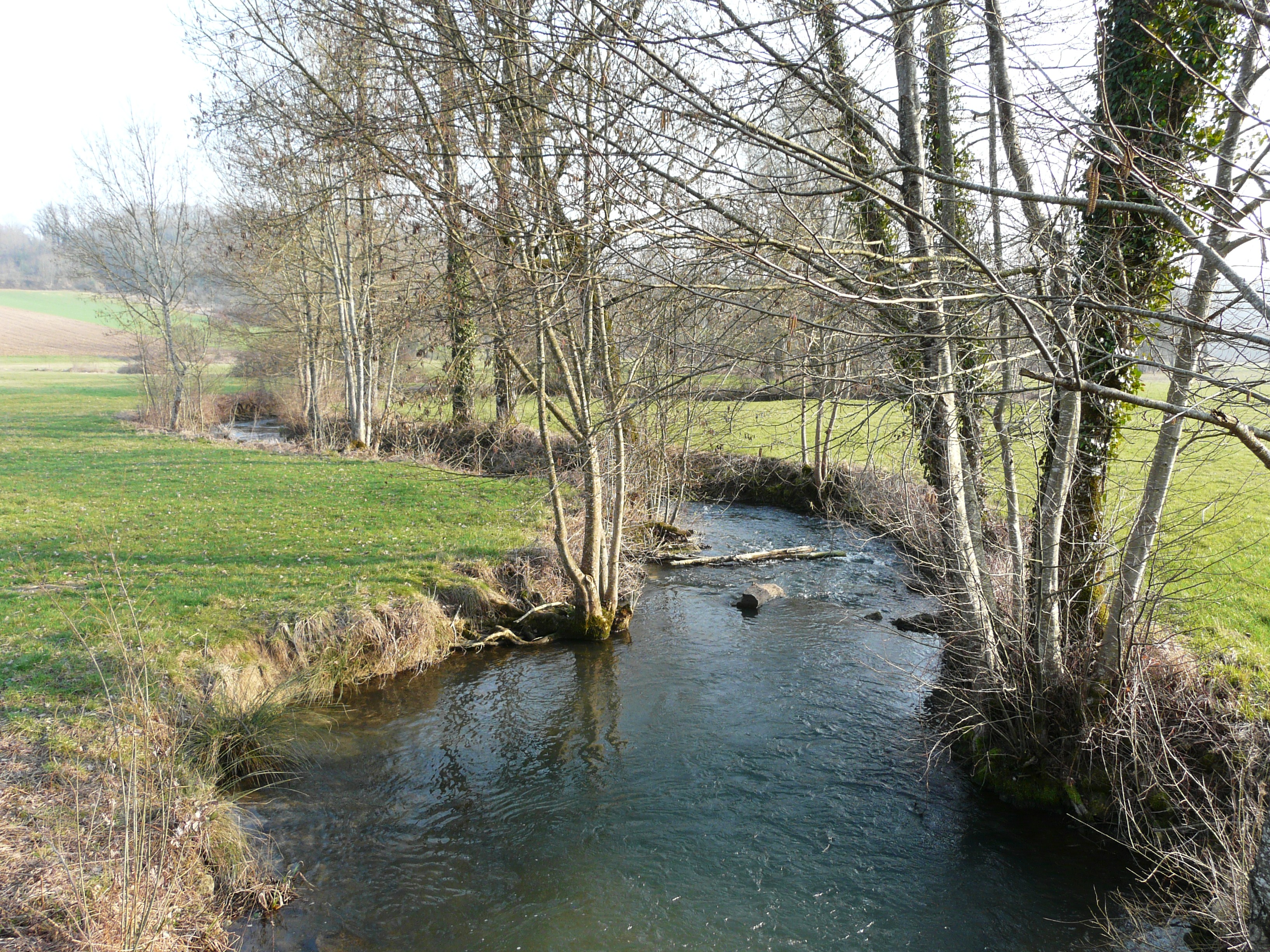
Le Boulou près du lieu-dit les Farges, à Paussac-et-Saint-Vivien, ZNIEFF du Boulou aval.

## Monuments ou sites remarquables à proximité
- Château de Lapouyade (ou de la Pouyade) du XVIIe siècle et sa chapelle gothique, à Sceau-Saint-Angel[16].
- À Saint-Crépin-de-Richemont, le château de la Barde, du XVe siècle avec ses tours crénelées[17] et le château de Saint-Crépin du XIXe siècle[18].
- Gisement paléolithique de Tabaterie[19] à La Gonterie-Boulouneix.
- Site d'escalade de la Forge du Boulou entre Paussac-et-Saint-Vivien et Bourdeilles[3].
- Exsurgence du puits de Fontas à Bourdeilles.

Le sentier de grande randonnée GR 36 franchit le Boulou entre La Gonterie-Boulouneix et Paussac-et-Saint-Vivien, au sud de Tabaterie.

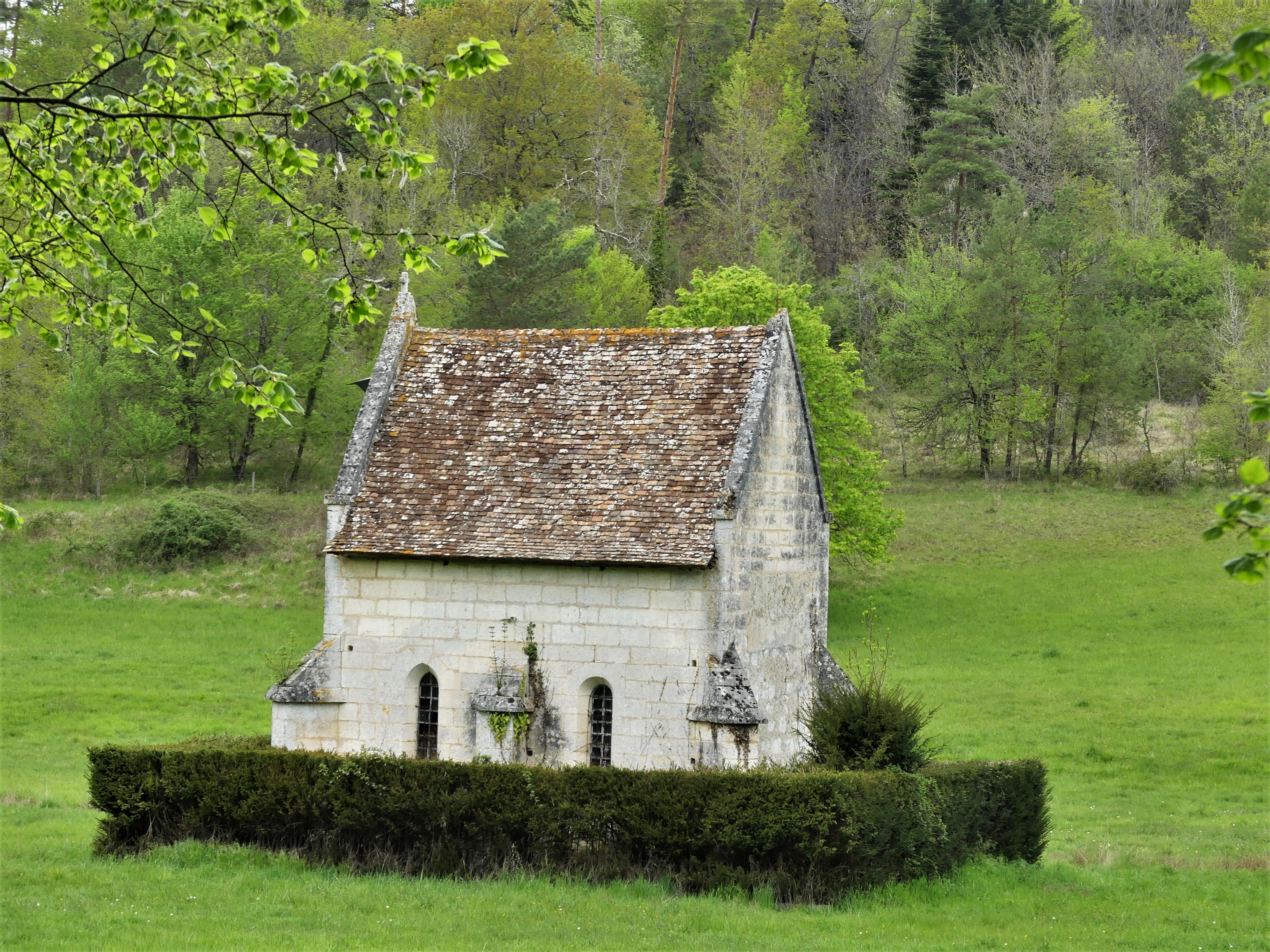
La chapelle de la Pouyade.
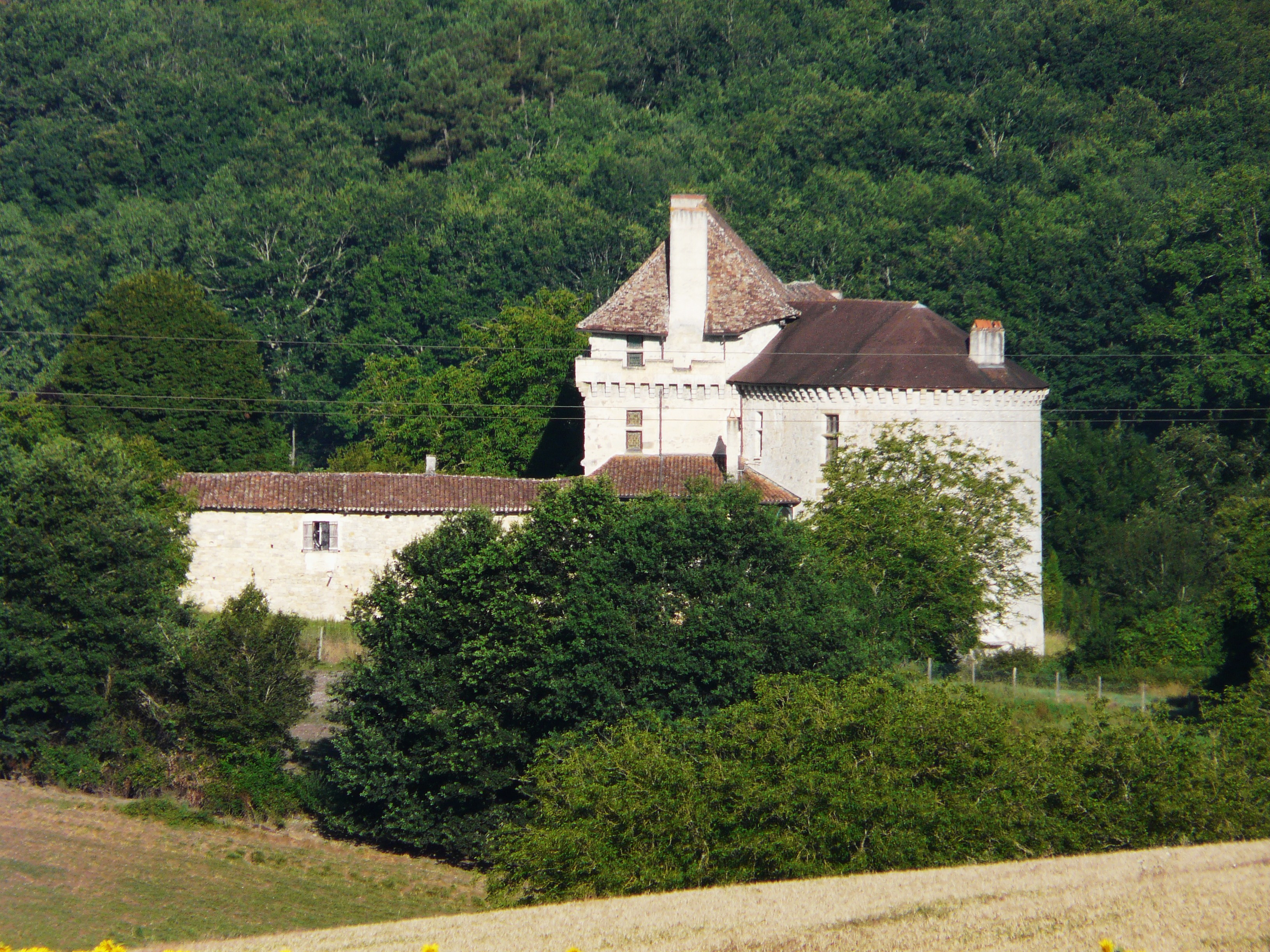
Le château de la Barde.
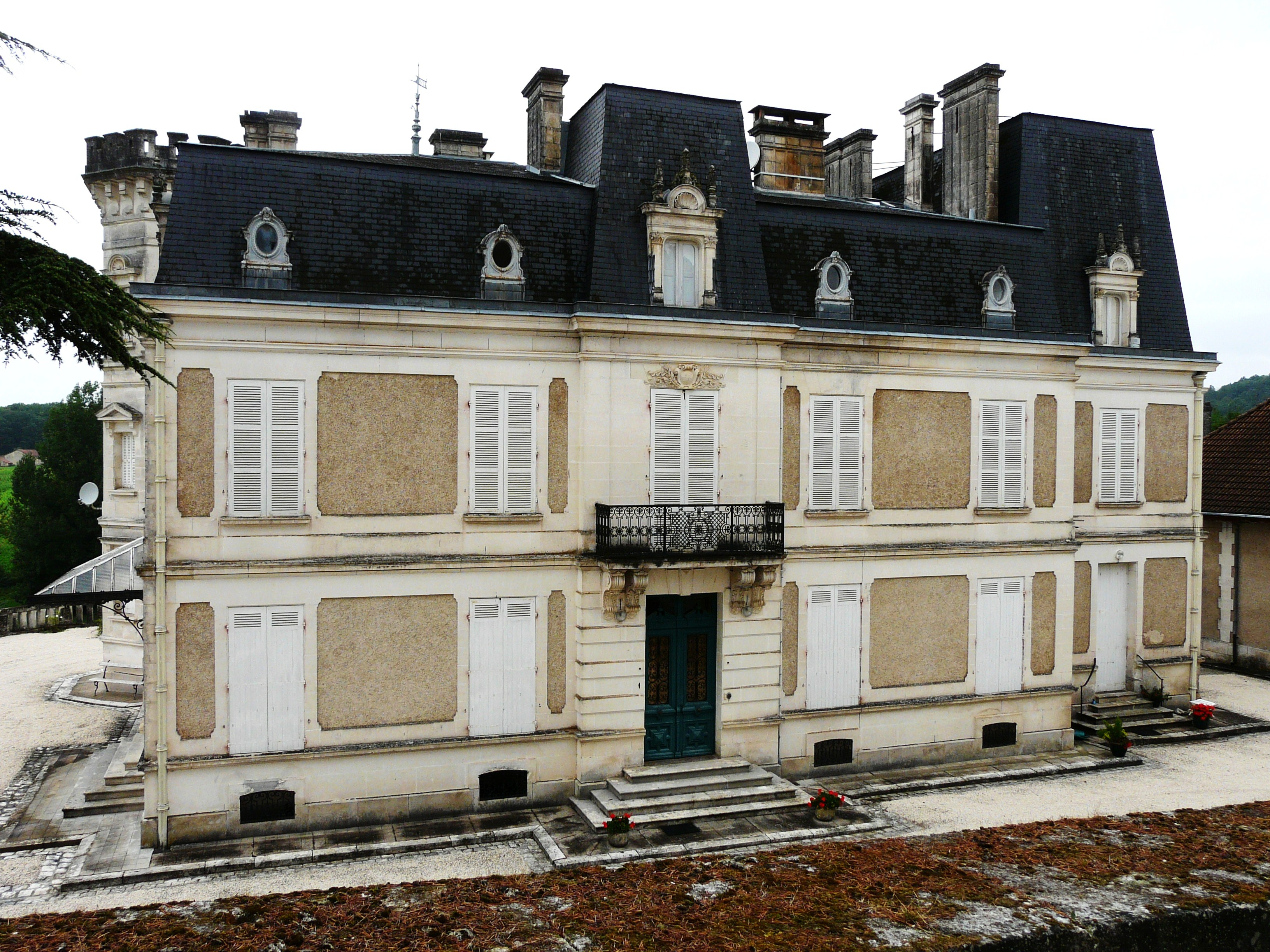
Le château de Saint-Crépin.
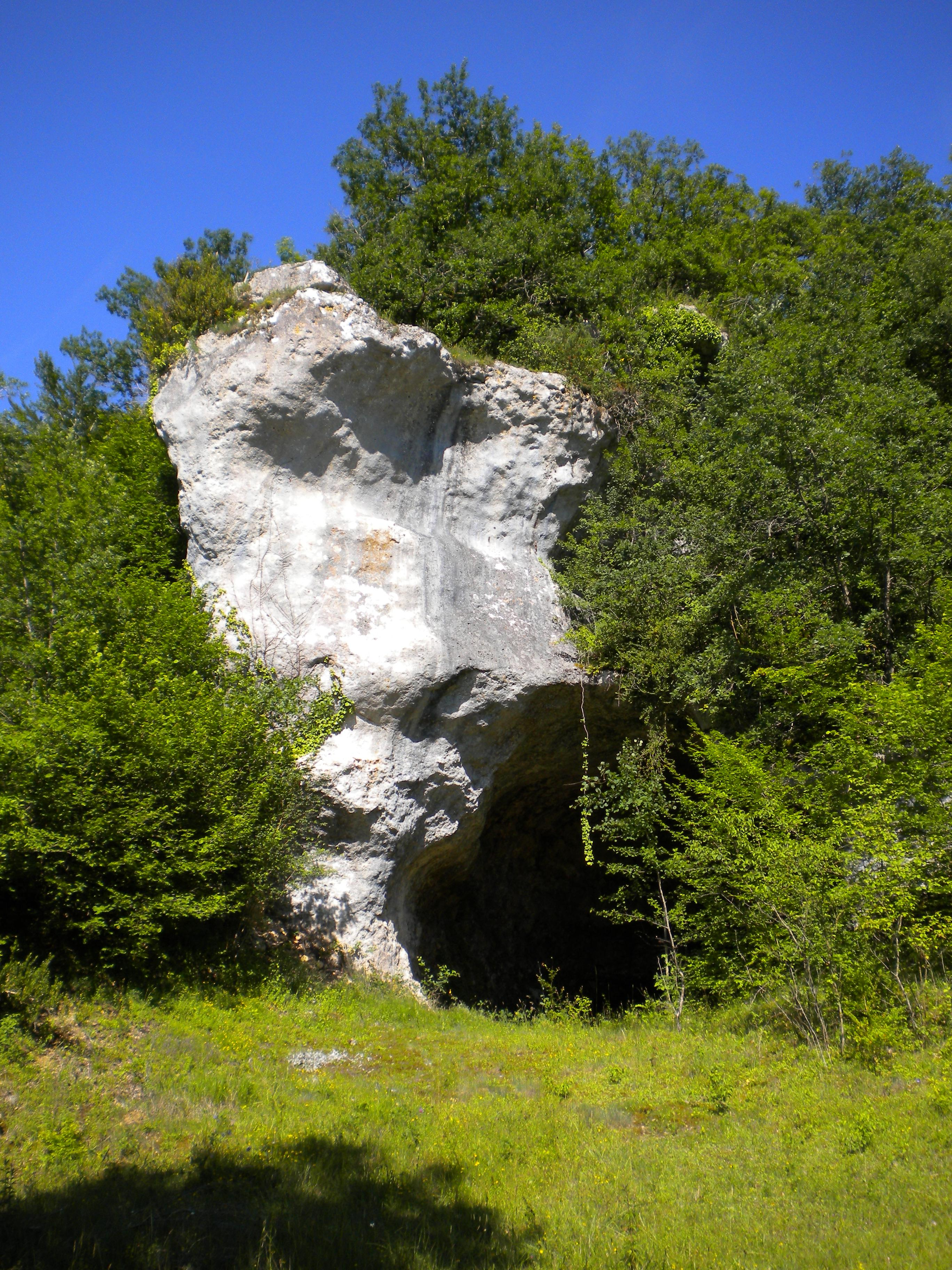
L'abri de Tabaterie.
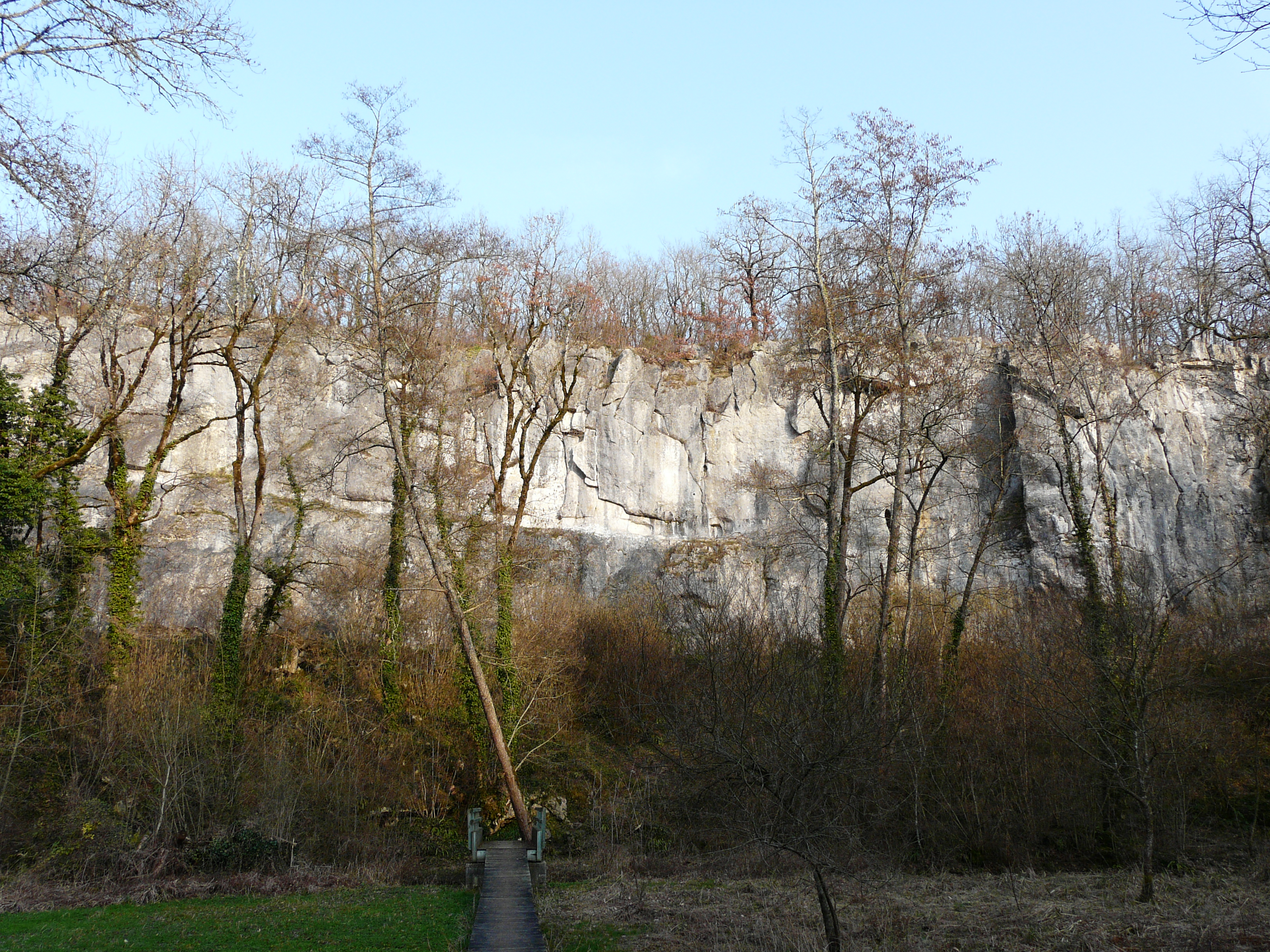
La falaise de la Forge du Boulou.
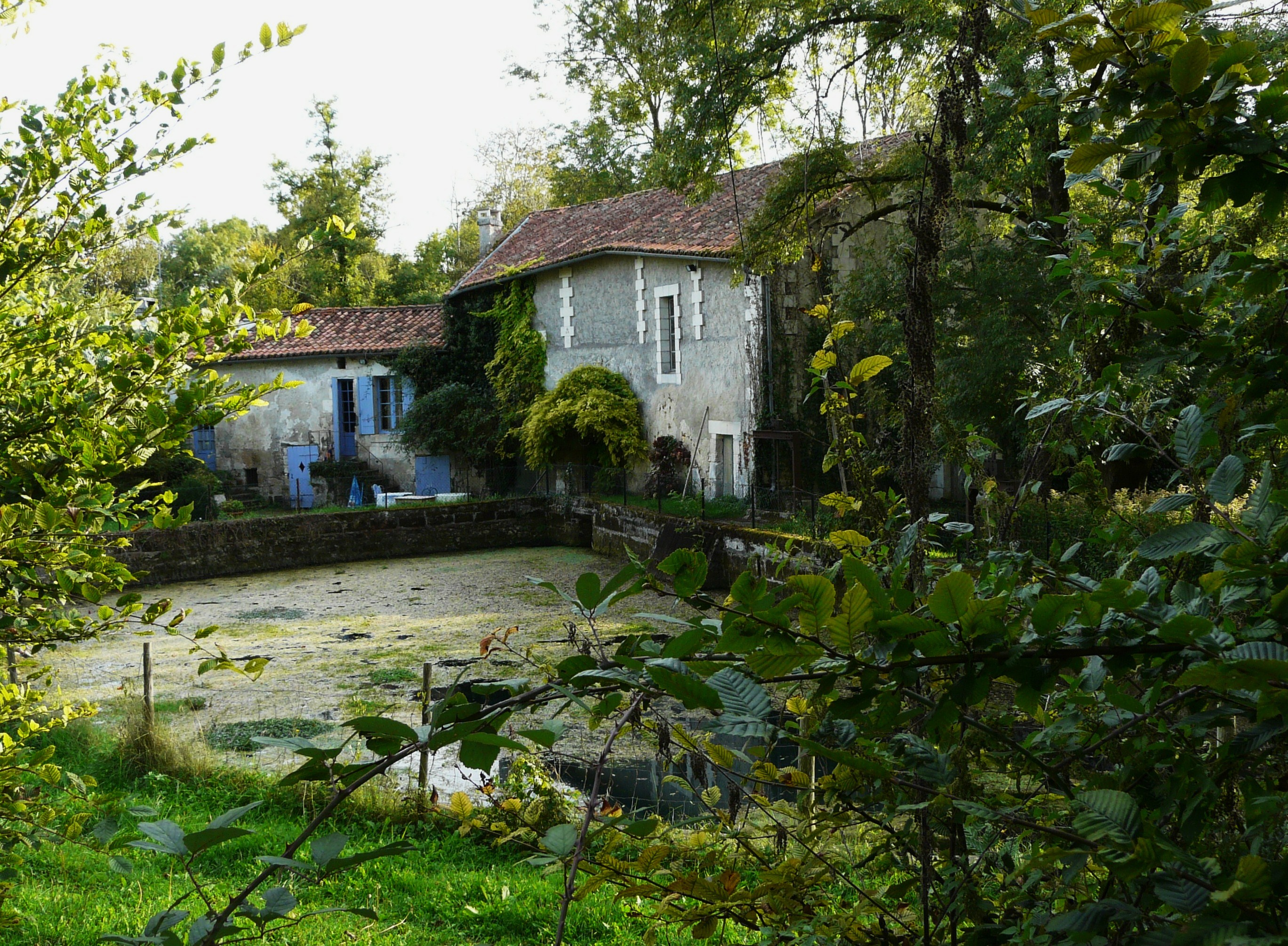
L'exsurgence du Puits de Fontas.